# Tempo de Dificuldades

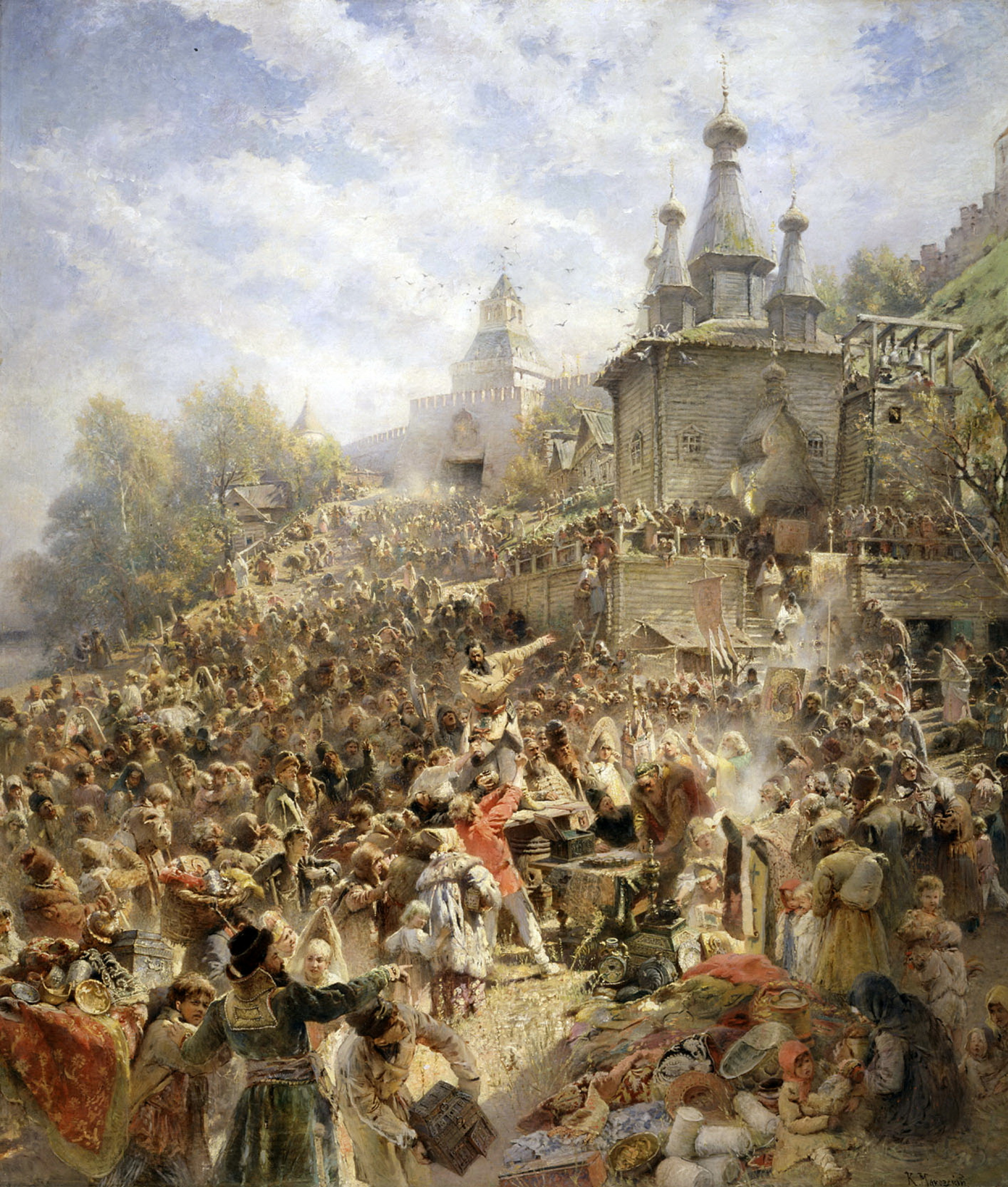
Minin convoca as pessoas de Nizhny Novgorod para formar um exército de voluntários contra os poloneses.

Tempo de Dificuldades (russo: Смутное время, Smutnoye vremya) foi um período da história russa que compreende os anos de interregno entre a morte do último dos Ruriquides de Moscou, o Tsar Teodoro Ivanovich, em 1598 e o estabelecimento da Dinastia Romanov em 1613.

## Causas
As colheitas entre 1601 e 1603 foram extremamente pobres, com temperaturas noturnas em todos os meses de verão muitas vezes abaixo de zero, o que destruiu as culturas agrícolas; veja Fome de 1601-1603 na Rússia. A causa provável das mudanças climáticas foi a erupção do vulcão Huaynaputina, no Peru, em 1600. A fome generalizada fez com que cerca de dois milhões de russos passassem por falta de alimentos, um terço da população da época; o governo então distribuiu dinheiro e comida para pessoas pobres em Moscou, o que só levou que refugiados chegassem à capital e aumentassem a desorganização econômica.
Após a morte de Teodoro sem deixar descendentes, seu cunhado e conselheiro mais íntimo, Boris Godunov, foi eleito seu sucessor pela Grande Assembléia Nacional. Seu curto reinado (1598–1605) não teve tanto sucesso quanto a sua administração nos tempos do fraco Teodoro. O partido oligárquico, encabeçado pelos Romanovs, considerou uma desgraça ter que obedecer a um simples boiardo; conspirações eram frequentes, as áreas rurais estavam devastadas pela fome e pragas, grandes bandos armados vagavam pelo país cometendo todo o tipo de atrocidades, os Cossacos na fronteira estavam inquietos e o governo mostrava-se incapaz de manter a ordem.

## Histórico
Sob a influência dos grandes nobres que tinham sido contrários à eleição de Godunov, o descontentamento geral tomou a forma de hostilidade chamando o atual tsar de usurpador e rumores foram ouvidos de que o irmão mais novo do último tsar, Dimitri, supostamente morto, ainda estava vivo e escondido. Em 1603 um homem dizendo-se ser Dimitri e reivindicando o direito ao trono, apareceu na República das Duas Nações. Na realidade o filho mais novo de Ivan IV, o Terrível tinha sido estrangulado antes da morte de seu irmão por ordem (foi dito, mas nunca provado) de Godunov e o misterioso indivíduo que se fazia passar por ele era um impostor; mas ele foi considerado o herdeiro legítimo por grande parte da população e conseguiu apoio tanto na Moscóvia quanto fora de suas fronteiras, na República e no Vaticano.
Alguns meses depois ele cruzou a fronteira com o auxílio de uma pequena força de 4 mil poloneses, exilados russos, mercenários alemães e cossacos da região dos rios Dnieper e Don, que marcou o início da intervenção da República das Duas Nações na Moscóvia, ou as guerras Dimitríades. Embora a República não ter oficialmente declarado guerra à Moscóvia (uma vez que seu rei, Sigismundo III Vasa, era contrário a intervenção), alguns poderosos magnatas decidiram apoiar o Falso Dimitri com seus exércitos particulares e dinheiro, na expectativa de lucros maiores mais tarde. Dimitri casou-se por procuração com Marina Mniszech e imediatamente depois da morte de Boris em 1605 fez sua entrada triunfal em Moscou.
O reinado de Dimitri foi curto e monótono. Antes de passado um ano uma conspiração formou-se contra ele por um ambicioso Ruriquide, um príncipe chamado Vasily Shuisky, e ele foi assassinado no Kremlin em Moscou, juntamente com muitos de seus apoiadores. O chefe da conspiração, Shuisky, foi eleito tsar por uma Assembléia composta por sua facção, mas nem os boiardos moscovitas, nem os magnatas da República, nem os cossacos, nem os mercenários alemães ficaram satisfeitos com a mudança e logo um novo impostor, igualmente se intitulando Dimitri, filho e herdeiro de Ivan IV, o Terrível, apareceu como sendo o legítimo herdeiro. Assim como seu predecessor, ele conseguiu a proteção e o apoio dos magnatas poloneses. Porém, após Shuisky assinar uma aliança com a Suécia, o rei da República das Duas Nações, Sigismundo III, resolveu oficialmente intervir nos assuntos internos da Rússia.

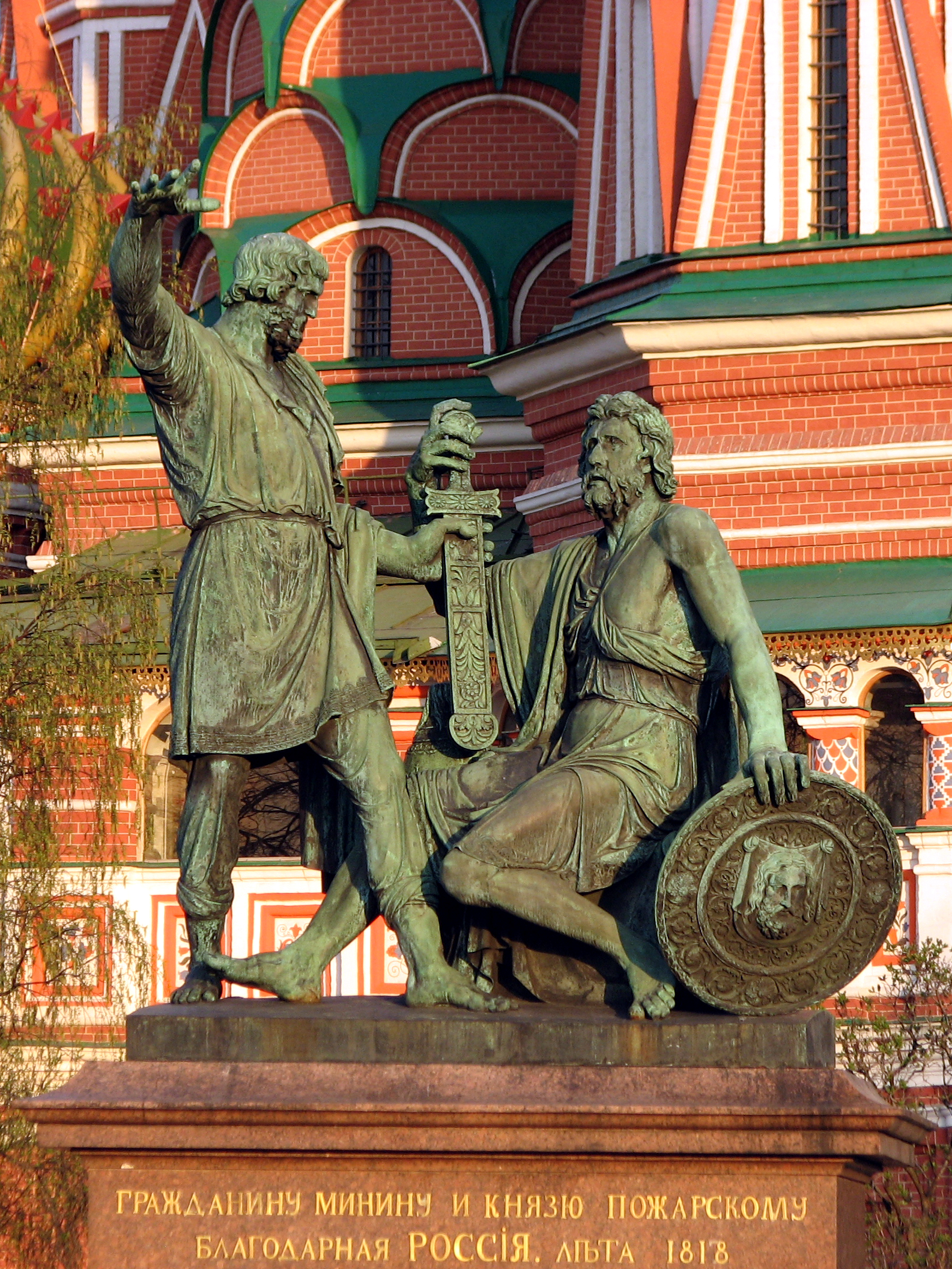
Monumento a Minin e Pozharsky na Praça Vermelha, em Moscou.

As tropas polonesas cruzaram as fronteiras da Rússia e sitiaram a cidade de Smolensk. Logo após as forças do combinado russo-sueco foram destruídas na Batalha de Klushino, Shuisky foi forçado a abdicar. Todavia, o Falso Dimitri II não conseguiu o trono, porque o comandante polonês Stanisław Żółkiewski apresentou outro candidato ao trono na pessoa do filho de Sigismundo, Wladyslaw. Algumas pessoas em Moscou juraram a ele submissão na condição de que seria mantida a crença ortodoxa e lhes fossem garantidos certos privilégios. Mantida a promessa permitiu-se às tropas polonesas ocupar a cidade e o Kremlin.
O rei polonês, contudo, se opôs ao compromisso, decidindo tomar para si o trono e idealizando converter a Rússia ao Catolicismo romano. Este esquema não agradou a nenhuma das facções interessadas e despertaram sentimentos anticatólicos e antipoloneses da nação. Ao mesmo tempo estava desagradando aos suecos, que tinham se tornado os rivais dos poloneses na costa do Báltico e declararam guerra à Moscóvia criando um próprio falso Dimitri em Ivangorod.
A Rússia estava assim em uma condição muito crítica. O trono ficou vago, assim que Sigismundo e Wladyslaw deixaram Moscou quando as tensões aumentaram, os grandes nobres (boiardos) brigavam entre si, o Patriarca Hermógenes preso, os poloneses católicos no Kremlin de Moscou e derrubando os muros da fortaleza em Smolensk, os protestantes suecos em Novgorod, e um enorme bando de salteadores por toda a parte.
A severidade da crise produziu um remédio, na forma do surgimento de um sentimento patriótico sob a liderança de Kuzma Minin, um comerciante de Nizhny Novgorod e do Príncipe Pozharsky. Após o avanço para Moscou em 22 de outubro (segundo o historiador russo Sergey Solovyov), ou 1 de novembro (conforme Nikolay Kostomarov), os invasores se retiraram do Kremlin e em 24-27 de outubro (Solovyov) ou 3-6 de novembro (Kostomarov) os invasores se renderam para o triunfante Pozharsky. Em 4 de novembro a Federação Russa celebra oficialmente o Dia da Unidade Nacional.
Uma Grande Assembléia Nacional elegeu como tsar Miguel Romanov, o filho mais novo do Patriarca Filaret (Teodoro Romanov), que estava unido pelo casamento com a antiga dinastia e tinha sido salvo dos inimigos por um heróico camponês, chamado Ivan Susanin.
As guerras Dimitríades contra a República das Duas Nações ainda durariam até o Armistício de Deulino em 1619 e a Guerra ingriana contra os suecos durou até o Tratado de Stolbovo em 1617. Ambos forçaram a Moscóvia a fazer algumas concessões territoriais, embora a maioria delas seriam resgatadas ao longo dos séculos. O mais importante foi que a crise serviu de instrumento para a união de todas as classes da sociedade russa em volta dos tsares Romanov.